# Якобссон, Свен
Свен Ле́ннарт Я́кобссон (швед. Sven Jacobsson; 17 апреля 1914 — 9 июля 1983) — шведский футболист, полузащитник. В составе сборной Швеции на чемпионате мира 1938 года занял четвёртое место.

## Клубная карьера
Всю свою футбольную карьеру Свен Якобссон, которого часто называли просто Джек, выступал за гётеборгский клуб «ГАИС». В общей сложности он сыграл за команду 280 матчей, в которых забил 80 голов. По количеству забитых голов у Якобссона третий показатель в истории клуба. Наиболее удачным для него стал сезон 1941/42, в котором клуб выиграл Кубок Швеции и завоевал серебряные медали высшего дивизиона, а сам Свен стал лучшим бомбардиром чемпионата с 20 мячами.

## Карьера в сборной
Первый матч Свена за сборную пришёлся на товарищескую игру с командой Польши, состоявшуюся в Варшаве 23 июня 1937 года. На чемпионате мира 1938 года во Франции сыграл за национальную команду две встречи, где в полуфинальном матче со сборной Венгрии на 19 минуте отправил мяч в собственные ворота. Всего за сборную провёл 7 игр и отметился одним голом. Последней для него стала встреча с Финляндией на 4-м Скандинавском футбольном чемпионате 24 августа 1947 года. При этом Свен долго не вызывался в сборную из-за того, что его команда покинула высший дивизион, а сам он получил серьёзную травму колена.

## Достижения

### Командные
«ГАИС»
- Серебряный призёр чемпионата Швеции: 1942
- Обладатель Кубка Швеции: 1942

Сборная Швеции
- Четвёртое место на чемпионате мира: 1938

### Личные
- Лучший бомбардир чемпионата Швеции: 1942